# Jaap Kuin
Jaap Kuin (Assen, 14 april 1969) is een Nederlands politicus en bestuurder. Hij is lid van de PvdA. Sinds 1 juni 2021 is hij burgemeester van Pekela. Van 1 november 2015 tot 1 juni 2021 was hij er waarnemend burgemeester.

## Biografie
Kuin volgde van 1985 tot 1990 een opleiding procestechniek op de CMTS Groningen. Van 1990 tot 1992 was hij procesoperator en assistent-wachtchef bij DSM in Schoonebeek. Van 1992 tot 2000 was hij achtereenvolgend wachtchef/trouble shooter, productieleider en bedrijfsleider R&D bij de VAM, het latere Essent Milieu en Attero, in Wijster. Van 2000 tot 2001 was hij unitmanager afvalbeheer bij de gemeente Assen. Van 2001 tot 2006 was hij opnieuw bedrijfsleider bij Attero, maar nu in Groningen.  
Van 2006 tot 2007 was Kuin PvdA-fractievoorzitter in de gemeenteraad van Assen. Eind 2007 volgde hij Gerrit Piek op als wethouder van Assen. Van 2010 tot 2013 was hij locoburgemeester aldaar. In 2013 stapte hij op nadat hij betrapt was op winkeldiefstal. Vervolgens was hij in 2015 projectmanager detacheringen bij de sociale werkplaats Synergon in Winschoten.
Kuin was van 1 november 2015 tot 1 juni 2021 waarnemend burgemeester van Pekela. Op 18 maart 2021 werd hij door de gemeenteraad van Pekela voorgedragen als nieuwe burgemeester. Op 17 mei van dat jaar werd de voordracht overgenomen door de minister van Binnenlandse Zaken en Koninkrijksrelaties zodat hij middels koninklijk besluit benoemd kon worden met ingang van 1 juni 2021. Op die dag werd hij in MFC De Binding in Oude Pekela geïnstalleerd en werd hij beëdigd door René Paas, commissaris van de Koning in Groningen.
Naast zijn nevenfuncties ambtshalve is Kuin lid van de cliëntenraad van het UMCG, trainer bij het CLB, coördinator districtstraining bij de Judobond Noord en lid van het bestuur van Veilig Verkeer Nederland.